# Elwira Seroczyńska
Elwira Seroczyńska (Potapowicz), född 1 maj 1931 i Vilnius, död 24 december 2004 i London, var en polsk skridskoåkare.
Seroczyńska blev olympisk silvermedaljör på 1 500 meter vid vinterspelen 1960 i Squaw Valley.